# آلن کانل
آلن کانل (انگلیسی: Alan Connell؛ زادهٔ ۵ فوریهٔ ۱۹۸۳) بازیکن فوتبال اهل بریتانیا است.
از باشگاه‌هایی که در آن بازی کرده‌است می‌توان به باشگاه فوتبال سوئیندون تاون، باشگاه فوتبال پول تاون، باشگاه فوتبال تورکی یونایتد، باشگاه فوتبال تاتنهام هاتسپر، باشگاه فوتبال ای‌اف‌سی بورنموث، باشگاه فوتبال هاوانت و واترلوویل، باشگاه فوتبال ایپسویچ تاون، باشگاه فوتبال گریمزبی تاون، باشگاه فوتبال برنتفورد، باشگاه فوتبال نورث‌همپتون تاون، باشگاه فوتبال هرفورد یونایتد، و باشگاه فوتبال برادفورد سیتی اشاره کرد.